# Noelia Franco
Noelia Franco (Málaga, 26 de mayo de 1996), es una cantante española conocida por su participación en Operación Triunfo 2018.

## Carrera

### Comienzos
Noelia nació en Málaga. Desde pequeña, Noelia estuvo vinculada a la música, presentándose a castings de Factor X o La Voz. Tras estudiar el bachillerato de Humanidades se unió a un grupo góspel llamado "Gospel It".

### Operación Triunfo 2018
En 2018, se presentó a los castings de Operación Triunfo 2018. En septiembre fue seleccionada para entrar en la academia defendiendo en directo, durante la primera gala de la edición, «River» de Bishop Briggs .
Durante la edición destacó su versión de "La Tormenta" de Pastora Soler "Stone Cold" de Demi Lovato o "Respect" de Aretha Franklin junto a su compañera Alba Reche. 
Finalmente Noelia sería la sexta expulsada por un 49,8% de los votos, frente al 50.2% de su compañera Marilia Monzón. Una vez finalizado el concurso, los dieciséis participantes de la edición iniciaron una gira de trece conciertos por toda España, entre febrero y diciembre de 2019, en lugares como el Wizink Center, ante 15500 personas.

### 2018-presente
Tras su paso por Operación Triunfo, firma con Universal Music para lanzar su carrera como cantante, lanzando su primer single, «En Ruinas» en septiembre de 2019. En agosto de ese año participó en el festival Coca Cola Music Experience on The Beach,
Tras un parón de un años sin novedades musicales, Noelia publicó su segundo single en septiembre de 2020, «Solo uno más»con el que volvió al panorama musical, esta vez de manera independiente. En 2021, publicó su tercer, «Huracanes», una balada íntima y «Lo Nuestro», una colaboración con Samuel, ex-concursante de Operación Triunfo 2009. Tras ello, en 2022 publicó el sencillo «Cara B» y «Qué Pasó?». En febrero de 2023 publicó el single «Vibra», tras el cual hizo una gira musical por Madrid y Málaga. Ese verano también participó en el Festival LOS40 Málaga POP; en noviembre de ese mismo año presentó el sencillo «Tú y Yo» que presentó para el Benidorm Fest 2024.
En 2024 presentó el single «Corre»y «Sencillo». En junio de 2024 presenta el single «Poco a poco», un dúo con Sergio Gómez. En noviembre de 2024, publicó el single «No me pertenece», el que es el primero single de su primer disco.

## Discografía

### Colaboraciones
| Año  | Título |
| ---- | ------ |
| 2025 | TBA    |

### Sencillos
| Año  | Título          | Tipo                 | Disco |
| ---- | --------------- | -------------------- | ----- |
| 2019 | En ruinas       | Sencillo             |       |
| 2020 | Solo uno más    | Sencillo             |       |
| 2021 | Huracanes       | Sencillo             |       |
| 2021 | Lo Nuestro      | Dúo con Samuel       |       |
| 2022 | Cara B          | Sencillo             |       |
| 2022 | Qué Pasó?       | Sencillo             |       |
| 2023 | Vibra           | Sencillo             |       |
| 2023 | Tú y Yo         | Sencillo             |       |
| 2024 | Corre           | Sencillo             |       |
| 2024 | Sencillo        | Sencillo             |       |
| 2024 | Poco a poco     | Dúo con Sergio Gómez |       |
| 2024 | No me pertenece | Sencillo             | TBA   |
| 2025 | Animal          | Sencillo             | TBA   |
| 2025 | No              | Sencillo             | TBA   |
| 2025 | Sentimental     | Sencillo             | TBA   |

### Colaboraciones
| Año  | Título             | Colaboración            |
| ---- | ------------------ | ----------------------- |
| 2020 | Matándonos de amor | Iván Mateo e Iván Rubio |

## Programas de Televisión
| Año       |                         | Programa               | Notas       |
| --------- | ----------------------- | ---------------------- | ----------- |
| 2018      | La 1                    | Operación Triunfo 2018 | Concursante |
| 2020-2023 | Canal Sur               | La Tarde, aquí y ahora | Invitada    |
| 2020-2023 | Castilla y La Mancha TV | Estando contigo        | Invitada    |